# STB (Fernsehsender)
STB (ukrainisch СТБ – Світ телебачення) ist ein privater Fernsehsender in der Ukraine. Er ist fast landesweit empfangbar und gilt als der größte private Sender des Landes.

## Geschichte
Die Station wurde 1997 gegründet. Ende der 1990er Jahre wurde dem Sender, der unabhängig auch über Konkurrenten des ukrainischen Präsidenten Leonid Kutschma informierte, durch eine Steuerfahndung mit anschließender Kontensperrung sowie die Verweigerung einer Satelliten-Lizenz behindert, wodurch er vorübergehend nur noch im Raum Kiew empfangbar war. Nach einem Besitzerwechsel, der durch Erwerb einer Aktienmehrheit durch Lukoil zustande kam, wurde der Sender 2000 in einen regierungsnahen Informationskanal umgewandelt. Im April 2010 beklagten Journalisten des STB systematische Zensur ihrer Arbeit. 2001 wurde „STB“ als Warenzeichen eingetragen.
2002 erfolgte eine erneute Programmreform, neben Informationsprogrammen wurden auch wieder Unterhaltungsprogramme ausgestrahlt, darunter Reality- und Talkshows. Da das Zuschauerinteresse sank, versuchte Lukoil den Sender zu veräußern und verkaufte ihn 2004 an die StarLightMedia Group.
2005 wurde das Programm erneut überarbeitet, und STB zählte 2006 zu den fünf reichweitenstärksten Fernsehsendern der Ukraine. 2007 hatte STB mit einem Marktanteil von 8 % den dritthöchsten Marktanteil bei den über 18-jährigen Zuschauern. Im Mai 2009 startete STB das Format Ukraina maye Talant, die ukrainische Version des international erfolgreichen Formats Britain’s Got Talent. Im Oktober 2011 schaffte der Sender einen neuen Ü-Wagen mit einer mc²56 Ausstattung an. Es wurde ein 16+16C+16 Pult installiert, das 240 DSP-Kanäle besitzt. Seither produziert STB mit mobiler Technik.
Infolge der Annexion der Krim durch Russland  wurde seine Ausstrahlung auf der Krim am 9. März 2014 eingestellt.
Gemeinsam mit dem öffentlich-rechtlichen Sender und EBU-Mitglied Perschyj veranstaltete STB den ukrainischen Vorentscheid für den Eurovision Song Contest, „Widbir“ genannt. Der Vertrag mit STB wurde inzwischen aufgelöst, sodass nur mehr der öffentlich rechtliche Pershyj den Vorentscheid ausstrahlt.
Für eine Zeit lang nahm der Sender beim Telemarathon „Die vereinten Nachrichten“ teil.